# Вітрильникові
Вітрильникові (Istiophoridae) — родина риб ряду окунеподібних (Perciformes), відомі також під загальною назвою Марлін. Для риб характерним є видовжене тіло, списоподібний ніс і видовжений вітрилоподібний спинний плавець. Бувши таксономічно відносно близькими до скумбрій, марліни є надзвичайно швидкісними плавцями, розвиваючи швидкість до 110 км/год.
Найбільшими за розмірами видом є блакитний марлін атлантичний (Makaira nigricans), який сягає 6 м довжини та 818 кг ваги, і марлін чорний (Makaira indica), що сягає 5 м довжини та 670 кг ваги. Ці марліни — популярні об'єкти спортивного рибальства в тропіках.

## Класифікація
Таксономічно є близькими до риби-меча і скумбрій. Містить три роди з такими видами.
- Рід Istiophorus — Вітрильник
  - Istiophorus albicans — Вітрильник атлантичний
  - Istiophorus platypterus — Вітрильник індо-тихоокеанський
- Рід Makaira — Блакитний марлін
  - Makaira indica — Марлін чорний
  - Makaira mazara — Блакитний марлін індо-тихоокеанський
  - Makaira nigricans — Блакитний марлін атлантичний
- Genus Tetrapturus — Білий марлін
  - Tetrapturus albidus — Білий марлін атлантичний
  - Tetrapturus angustirostris — Марлін короткоклювий
  - Tetrapturus audax — Марлін смугастий
  - Tetrapturus belone — Марлін середземноморський
  - Tetrapturus georgii
  - Tetrapturus pfluegen — Марлін довгоклювий

## Цікаві факти

Герб Багамських островів

- На марліна полює головний герой новели Ернеста Хемінгуея «Старий і море».
- Марлін зображений на гербі Багамських Островів.

## Зовнішні посилання
- "'Ghost Fish' Revelation May Alter Marlin's Status" [Архівовано 22 лютого 2014 у Wayback Machine.] from National Public Radio
- Marlin Fishing Charters [Архівовано 25 квітня 2012 у Wayback Machine.]